# Verein für Wissenschaftliche Pädagogik
Im Verein für Wissenschaftliche Pädagogik (1868 – ca. 1927) waren Pädagogen, vor allem Lehrer und Pädagogikprofessoren, organisiert, die sich dem Herbartianismus zuordneten.
Der VfWP entstand am 16. Juli 1868 durch Zusammenschluss des Pädagogischen Seminars aus Berlin und des Leipziger Seminars. Von 25 Gründungsmitgliedern wuchs er auf 800 Mitglieder im Jahr 1888 und geriet nach der Jahrhundertwende in den Schatten anderer pädagogischer Bewegungen; 1910 fiel die jährliche Generalversammlung erstmals aus, Krieg und Inflation beschleunigten die Auflösungserscheinungen, 1921 und 1922 fanden die letzten Generalversammlungen statt, 1927 erschien das Jahrbuch, inzwischen in Vierteljahresschrift für philosophische Pädagogik umbenannt, zum letzten Mal.
Per Satzung bekannten sich die Mitglieder zu den "Lehren der Herbartischen Pädagogik und Philosophie als allgemeinen Beziehungspunkt für ihre Lehren und Überlegungen."
Gründungsvorsitzender war Tuiskon Ziller; ihm folgte 1882 der Wiener Professor Theodor Vogt und von 1906 bis 1922 Wilhelm Rein. Karl Volkmar Stoy war ab 1870 zweiter Vorsitzender, trat aber 1876 wegen Publikationsstreitigkeiten aus.
Ernst von Sallwürk trat als einer der entschiedensten Gegner Zillers aus dem Verein aus. Friedrich Wilhelm Dörpfeld, der bis zu seinem Tod offizielles Mitglied blieb, enthielt sich jeglicher Mitarbeit. Otto Willmann wandte sich in den 1870er Jahren von der reinen Lehre ab.
Der Verein hielt jährlich zu Pfingsten eine dreitägige Generalversammlung ab und gab ein Jahrbuch heraus, das überwiegend Originalbeiträge seiner prominenten Mitglieder enthielt. Diskussionsbeiträge erschienen unter dem Titel Erläuterungen, ab 1908 Verhandlungen in der Zeitschrift für Philosophie und Pädagogik.